# Plainwell (Míchigan)
Plainwell es una ciudad ubicada en el condado de Allegan en el estado estadounidense de Míchigan. La localidad en el año 2010, tenía una población de 3.804 habitantes, con una densidad poblacional de 679,29 personas por km².

## Geografía
Plainwell se encuentra ubicada en las coordenadas 42°26′43.13″N 85°38′39.05″O / 42.4453139, -85.6441806. Según la Oficina del Censo, la localidad tiene un área total de 5,6 km² (2,2 mi²), de la cual 5,4 km² (2,1 mi²) es tierra y 0,2 km² (0,1 mi²) (4.17%) es agua.

### Localidades adyacentes
El siguiente diagrama muestra a las localidades en un radio de 20 kilómetros (12,4 mi) de Plainwell.

## Demografía
En el 2000 la renta per cápita promedia del hogar era de $39.590, y el ingreso promedio para una familia era de $44.519. El ingreso per cápita para la localidad era de $16.982. En 2000 los hombres tenían un ingreso per cápita de $35.785 contra $26.397 para las mujeres. Alrededor del 6.10% de la población estaba bajo el umbral de pobreza nacional.